# بدروس کرستسیان
بدروس کرستسیان (به ارمنی: Պետրոս Քերեսթեջյան)، (به انگلیسی: Bedros Keresteciyan) (زاده ۱۸۴۰ میلادی، در قسطنطنیه - وفات ۲۷ فوریه ۱۹۰۹ میلادی)، زبانشناس در دوران عثمانی، روزنامه‌نگار، مترجم، و نویسنده اولین فرهنگ لغت ریشه‌شناسی زبان ترکی استانبولی بود.

## زندگی‌نامه
بدروس کرستسیان در سال ۱۸۴۰ میلادی در شهر قسطنطنیه از یک خانواده ارمنی از اهالی شهر کایسری به دنیا آمد. او در شهر سمیرنا در یک مدرسه ارمنی به نام «مسروبیان» مشغول تحصیل بود و با تلاش بسیار زبان انگلیسی را فرا گرفت و برای ادامه تحصیل به پاریس و سپس به انگلستان و ایتالیا رفته و زبانهای ایتالیایی، فرانسه و انگلیسی را فرا می‌گیرد.
او پس از بازگشت از اروپا در ترکیه به عنوان مدیر دفتر ارتباطات خارجی تا سال ۱۸۸۰ میلادی مشغول به کار می‌شود. او به ده زبان مسلط بوده و تا سال ۱۹۰۷ میلادی به عنوان مدیر دفتر ترجمه وزارت دارایی مشغول به کار بوده‌است.

## فعالیت‌ها
فرهنگ لغت ترکی به فرانسه و اولین فرهنگ لغات ریشه‌های زبان ترکی را منتشر می‌کند. یکی از بزرگترین کارهای او واژه‌شناسی و لغت‌نویسی و مطالعه ۶۰۰۰ واژه و نام‌های ارمنی و تطبیق آنان با صد هزار کلمه و ۹۰۰ زبان و داده‌های تاریخی و جغرافیایی که از حروف و ریشه‌های زبان ارمنی بوده را مورد بررسی قرار داده است.